# The Little Girl I Once Knew
«The Little Girl I Once Knew» es una canción escrita por Brian Wilson para el grupo estadounidense The Beach Boys. Fue editado en sencillo de 45 RPM con "There's No Other (Like My Baby)" en el lado B, en noviembre de 1965.

## Publicaciones
El sencillo de "The Little Girl I Once Knew" fue editado con "There's No Other (Like My Baby)" en el lado B, alcanzó el puesto n.º 15 en el Cashbox, y el n.º 20 en el Billboard. Es la última canción que el grupo produjo antes de comenzar a trabajar en Pet Sounds, y no se incluyó en ningún álbum de estudio de The Beach Boys, pero desde entonces ha sido incluida en varias antologías (la serie de LP, en el cual aparecería en el volumen 3 de la serie Best of) y como bonus track en las nuevas ediciones en CD de Summer Days (and Summer Nights!!).
Capitol Records publicó apresuradamente "Barbara Ann" en diciembre, arruinando cualquier posibilidad de que "The Little Girl I Once Knew" siguiera escalando posiciones en el Billboard. Justo después de su lanzamiento, John Lennon le dio una crítica favorable.

## Característica
En la canción aparecen silencios de varios segundos, por ello, fue mal recibida por las emisoras de radio que prefieren ahorrar el tiempo de silencio, que puede explicar su posición en listas relativamente baja entre otros sencillos de esa época como "California Girls" y "Barbara Ann". Aún es difícil que se escuche en las emisoras de viejos éxitos.

## Crítica
Estructuralmente, esta canción es una de las mejores canciones que escribió Brian Wilson. Aunque la letra pueda parecer demasiado superficial, melodiosamente muestra lo mejor que The Beach Boys fueron capaz de hacer a partir de una canción de pop para un sencillo, incorporando silencios y repitiendo acordes fuertes de guitarra.
Justo después de su lanzamiento, John Lennon le dio una reseña favorable:

¡Esto es lo mejor! Subelo, enciéndalo. Tiene que ser un éxito. Es el disco más grande que he escuchado en semanas. Es fantástico. Espero que sea un éxito. Es todo de Brian Wilson. Él usa las voces como instrumentos. Nunca hace giras ni nada. Simplemente se sienta en casa pensando en fantásticos arreglos fuera de su cabeza. Ni siquiera lee música. Sigues esperando los fabulosos descansos. Gran arreglo. Sigue y sigue con todas las cosas diferentes. Espero que sea un éxito, así puedo escucharlo todo el tiempo.

## Publicaciones
"The Little Girl I Once Knew" no apareció en ningún álbum de estudio regular en su momento, pero apareció en Spirit of America de 1975, en The Greatest Hits - Volume 1: 20 Good Vibrations de 1999, en el álbum triple Platinum Collection: Sounds of Summer Edition de 2005, y en la reedición de The Beach Boys Today! con Summer Days (and Summer Nights!!) de 2005.